# Giovan Battista Cavalieri

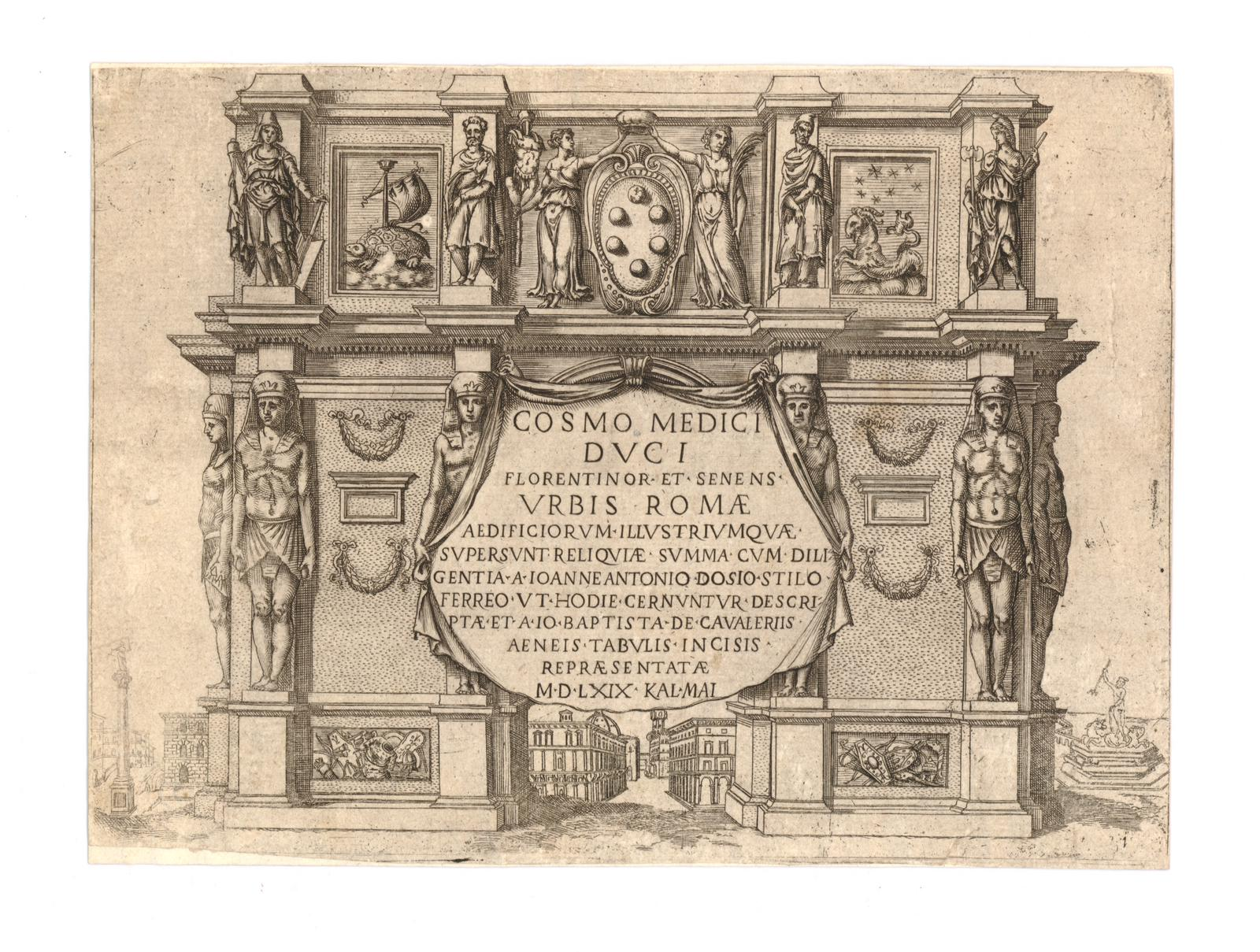
Frontespizio delle Urbis Romae aedificiorum illustrium quae supersunt reliquiae, di Giovanni Battista de' Cavalieri (1569).

Giovan Battista Cavalieri (o Giovanni Battista de’ Cavalleris; Villa Lagarina, 1525 – Roma, 1601) è stato un incisore e editore italiano.

## Biografia
La sua attività si svolge fondamentalmente a Roma, dove si forma nel vivace ambiente dell’incisione che aveva fra i suoi maestri Marcantonio Raimondi ed Enea Vico. Come loro, anche Cavalieri si dedica a incisioni che riproducono i capolavori dei maestri rinascimentali, in particolare Raffaello (Strage degli Innocenti e opere ispirate alla Stanza della Segnatura), Michelangelo (il Giudizio Universale e la Crocifissione di San Pietro citata dal Vasari). 
Il successo di Cavalieri si dedica anche all’attività di documentazione delle antichità romane, in particolare nei quattro volumi Antiquarum statuarum urbis Romae, pubblicati dal 1561 al 1594, che testimoniano le statue antiche delle principali collezioni romane. 
Cavalieri svolge un ruolo fondamentale anche nella diffusione del repertorio iconografico della Controriforma, con opere come l’Ecce homo conservato nelle collezioni del Castello del Buonconsiglio o la serie dedicata alla Madonna di Loreto e del Rosario.
Celebrano la storia della Chiesa di Roma anche le 230 incisioni che rappresentano ritratti di papi raccolte nel volume Pontificum Romanorum effigies.